# Shoot the Dog
«Shoot the Dog» cuya traducción significa «Dispárale al Perro» es un sencillo del cantante y compositor George Michael, lanzado como el segundo sencillo de su álbum, Patience, aunque se dio a conocer un año y medio antes del lanzamiento del álbum.
Shoot the Dog fue escrita con un contenido satírico anti-George W. Bush. Lanzada el 26 de agosto de 2002, alcanzó su más alto puesto en el Top 40 en el Reino Unido, Alemania, y en Australia. El video musical de la canción es completamente animado (realizada por el mismo personal que creó 2DTV). 
El sencillo coincidió con el vigésimo aniversario del primero lanzado por Wham!, "Wham Rap! (Enjoy What Do You)", otra canción con carga política, escrita por Michael. "Shoot the Dog" tiene muestras de la canción de The Human League, "Love Action (I Believe in Love)".

## Video musical

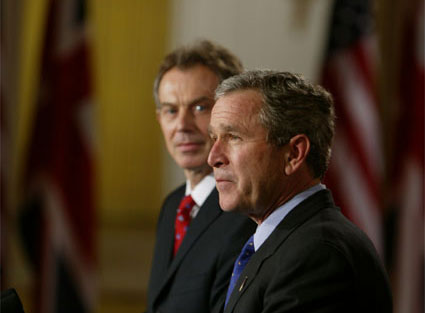
Tras reunirse en privado para discutir la situación en Irak, el presidente George W. Bush y el primer ministro británico Tony Blair se dirigen a los medios de comunicación en el Cross Hall el viernes 31 de enero de 2003.

El video musical aparece en la animación proporcionada por la satírica serie de dibujos animados británica 2DTV.
El vídeo comienza en la Casa Blanca donde el presidente George W. Bush se le dé una explicación sobre el estado actual de cosas en el mundo. Bush (representado como un niño ingenuo) no ha entendido una palabra de esto, por lo que un general, todo lo re-explica con el uso de un títere de mano. Entonces inicia la canción y George Michael entra en la Casa Blanca dejando un excusado (en referencia al escándalo de 1998, cuando Michael fue capturado durante un acto obsceno en un baño). Él, Bush y el general comienzan bailando con la música antes de que Michael abandona el escenario.
En la escena siguiente Michael sale de su casa (vestido como Homer Simpson) y es acosado por su vecino y su perro. De vuelta a casa esa noche el vecino sigue atormentándolo por música a alto volumen que irrita George Michael y los miembros de su familia (que son todos clones de sí mismo y se visten como los Simpson). Entonces Michael-Homer persigue al perro con un arma de fuego, solo para ser pegado un tiro. Tres versiones travesti de Michael empiezan a bailar con la música, solo para ser molestado por Geri Halliwell.
Entonces, George Michael (como él mismo) se dirige a la Casa Blanca donde el presidente George W. Bush lanza una pelota por lo que su perro va a buscarla. El primer ministro británico, Tony Blair, la persigue y devuelve la pelota en su lugar, luego es abrazado por Bush en compensación. Michael sigue su camino y entra en Irak en el que evitar pisar a un misil, lanzado a Inglaterra, mientras Saddam Hussein alaba el acto. El misil llega a la habitación de Blair cuando Cherie Blair trata de llamar su atención, pero Blair solo se interesa por Bush, que de repente se mete en su cama.
En la siguiente escena aparecen tres versiones de George Michael bailando junto a la otra (todas son referencias a otros períodos musicales de su carrera profesional). De vuelta en la Casa Blanca Blair trata de atrapar otra pelota lanzada por Bush, pero se transforma en un misil que se estrella en la casa Michael/Simpson. Blair ve la televisión con su familia Trevor McDonald anuncia una guerra mundial, pero se encoge de hombros sin saber qué hacer. Blair cambia el canal a Isabel II y el príncipe Carlos saludando a la gente desde el balcón del Palacio de Buckingham. Ahora, con un peinado similar al de Philip Oakey, Michael de saltos en el balcón y empieza a bailar con la reina y uno de sus perros. El príncipe Carlos intenta hacer lo mismo pero se mueve completamente fuera de ritmo. A continuación, la corona de la reina se cae de su cabeza y aterriza sobre la cabeza de Carlos. Él está emocionado, pero luego es mordido en el trasero por el perro.
Mientras tanto, Michael salta hacia dos grandes grupos de soldados. Mete flores en sus armas (una referencia a la famosa foto de manifestantes hippie por Bernie Boston) y luego tira de su ropa interior antes de saltar en la cama de Cherie Blair. Ella rápidamente cambia el canal del televisor que ella está mirando y la escena cambia a David Beckham y Paul Scholes jugando fútbol. Tony Blair aparece en traje de fútbol americano y se cambian los balones de fútbol a fútbol americano antes de abandonar el estadio. Pierluigi Collina le da una tarjeta roja, mientras que David Seaman empieza a llorar. Mientras que Michael seduce a Cherie, Tony Blair utiliza a Gran Bretaña como una lancha rápida para anexar su país a los Estados Unidos. En la escena final Michael baila en un traje de vaquero, junto con Bush y Blair, antes que los dos políticos abandonen la escena juntos. A continuación, otros clones de Michael saltan para unírsele, hasta que todos se parezcan a The Village People. Bush y Blair vuelven juntos a la escena del baile de tango y la canción termina. De regreso en la Casa Blanca el presidente Bush le gustaba tanto la canción que le pide a su general que repetir todo. El general no está contento.

## Lista de canciones

### MC: Polydor / 5709244
1. «Shoot the Dog» – 5:01
2. «Shoot the Dog» (Moogymen Mix) – 7:17

### CD: Polydor / 5709242
1. «Shoot the Dog» (versión explícita) – 5:01
2. «Shoot the Dog» (Moogymen Mix) – 7:17
3. «Shoot the Dog» (Alex Kid Shoot the Radio Remix) – 3:55
4. «Shoot the Dog» (video) – 5:35

### DVD: Polydor / 5709839
1. «Shoot the Dog» – 5:35
2. «Freeek!» – 4:33

### 12": Polydor / GM06
1. «Shoot the Dog» (versión explícita) – 5:01
2. «Shoot the Dog» (Moogymen Mix) – 7:17
3. «Shoot the Dog» (Alex Kid Shoot the Radio Remix) – 3:55

- UK promo